# Роун (артист)
У цьому корейському імені прізвище (Кім) стоїть перед особовим ім'ям.
Кім Сок У, більш відомий під псевдонімом Роун, (кор. 김석우, ханча: 金錫佑, псевдонім: кор. 로운, нар. 7 серпня 1996) — південнокорейський співак, актор і модель. Він є колишнім учасником хлопчачого гурту SF9 у жанрі K-pop, де він був головним вокалістом. Як актор він відомий своїми ролями в телесеріалах «Надзвичайна ти» (2019), «Вона ніколи не дізнається» (2021), «Любов короля» (2021) і «Завтра» (2022).

## Кар'єра

### 2013—2014: До дебюту
Він вперше з'явився як стажер агентства FNC Entertainment в реаліті-шоу «Чхондам-дон 111».

### 2015—2016: Дебют з SF9
У 2015 році він був частиною додебютної команди «Neoz School» під керівництвом FNC Entertainment, що є частиною гурту під назвою NEOZ. У травні 2016 року він брав участь як учасник «NEOZ Dance» у шоу на виживання «d.o.b. (Dance or Band)» від FNC Entertainment, змагаючись з NEOZ Band (пізніше відомим як Honeyst). «NEOZ Dance» переміг у конкурсі з 51 % голосів і отримав можливість дебютувати. Сок У дебютував із гуртом SF9 у жовтні 2016 року з синглом «Fanfare».

### 2017–по теперішній час: Сольна діяльність, зростання популярності
Його акторська кар'єра в телевізійних серіалах почалася з невеликої другорядної ролі у серіалі «Школа 2017» каналу KBS2. Після цієї появи він почав стабільно отримувати все більші ролі. У березні 2018 року він отримав роль брата головної жіночої ролі в серіалі «Про час» каналу tvN. У липні 2018 року його підтвердили на головну роль у серіалі «Куди злітаються зорі» каналу SBS, за яку він був номінований на нагороду «Кращий новий актор».
9 травня 2019 року було підтверджено, що Роун зіграє головну чоловічу роль у шкільній фентезійній драмі «Надзвичайна ти» каналу MBC, яка заснована на хітовому вебтуні «Липень, що знайдено випадково» від Daum. Після отримання ролі Хару популярність Роуна стрімко зросла, що призвело його до слави. Він був номінований на Премії MBC драма 2019 разом із колегами, Кім Хє Юн і Лі Че Уком, на нагороду «Краща пара», і був нагороджений як «Кращий новий актор». 10 травня 2019 року Роун з'явився у музичному відео «밤바람» (Awesome Breeze) співачки NC.А.
У січні 2020 року Роуна було обрано новою моделлю косметичної марки KLAVUU. У квітні стало відомо, що він озвучить Бранча в корейському дубляжі анімаційного фільму «Тролі 2: Світове турне». Пізніше того ж місяця Роуна було обрано новим амбасадором бренду Gong Cha Korea. 25 травня 2020 року FNC Entertainment підтвердила, що Роун зіграє головну роль у майбутній драмі «Вона ніколи не дізнається» каналу JTBC, що засновано на однойменному вебромані. Драму почали показувати в січні 2021 року. 18 серпня 2020 року було оголошено, що Роуна обрано новим амбасадором бренду для колекції осінь/зима The North Face White Label 2020.
У 2021 році Роун зіграв головну чоловічу роль в історичній драмі «Любов короля», прем'єра якої відбулася в жовтні 2021 року. 1 липня 2021 року Роуна була обрана новою моделлю косметичного бренду Estée Lauder. Наприкінці 2021 року Роун став ведучим «Фестивалю пісень KBS» разом із Чха Ин У та Кім Соль Хьон з ASTRO.
У 2022 році Роун знявся у фантастичній драмі «Завтра» від MBC. 14 жовтня було повідомлено, що актор зніметься у серіалі «Поєднанні долею» від JTBC.
18 вересня 2023 компанія FNC повідомила, що Роун залишає гурт SF9, щоб зосередитися на своїй акторській кар'єрі.

## Дискографія

### Сингли
| Назва                       | Рік  | Альбом                     | Прим.  |
| --------------------------- | ---- | -------------------------- | ------ |
| «No Goodbye In Love» (안녕) | 2021 | «The King's Affection OST» | [ 20 ] |

## Фільмографія

### Фільми
| Рік  | Назва                    | Роль  | Замітки           | При.   |
| ---- | ------------------------ | ----- | ----------------- | ------ |
| 2020 | «Тролі 2: Світове турне» | Бранч | Корейський дубляж | [ 10 ] |

### Телесеріали
| Рік  | Назва                         | Роль             | Замітки            | Мережа              | Прим.         |
| ---- | ----------------------------- | ---------------- | ------------------ | ------------------- | ------------- |
| 2016 | «Натисніть на ваше серце»     | У ролі себе      |                    | MBC every1 Naver TV | [ 21 ] [ 22 ] |
| 2017 | «Школа 2017»                  | Кан Хьон Іль/Ішю |                    | KBS2                | [ 23 ]        |
| 2018 | «Кохання кожного»             | У ролі себе      | Камео (серія 8)    | tvN                 | [ 24 ]        |
| 2018 | «Про час»                     | Чхве Ві Джін     |                    | tvN                 | [ 4 ]         |
| 2018 | «Куди злітаються зорі»        | Ко Ин Соп        |                    | SBS                 | [ 5 ]         |
| 2019 | «Надзвичайна ти»              | Номер 13/Хару    |                    | MBC                 | [ 25 ]        |
| 2020 | «Знайди мене у своїй пам’яті» | Чу Йо Мін        | Камео (серія 1)    | MBC                 | [ 26 ]        |
| 2020 | «Чи це було кохання?»         | У ролі себе      | Камео разом із SF9 | JTBC                | [ 27 ]        |
| 2021 | «Вона ніколи не дізнається»   | Чхе Хьон Син     |                    | JTBC                | [ 12 ]        |
| 2021 | «Любов короля»                | Чон Чі Ун        |                    | KBS2                | [ 14 ]        |
| 2022 | «Завтра»                      | Чхве Чун Ун      |                    | MBC                 | [ 17 ]        |
| 2023 | «Поєднанні долею»             | Чан Сін Ю        |                    | JTBC                | [ 18 ]        |

### Телевізійні шоу
| Рік       | Назва                           | Роль                       | Замітки                        | Мережа  | Прим.         |
| --------- | ------------------------------- | -------------------------- | ------------------------------ | ------- | ------------- |
| 2013–2014 | «Чхондам-дон 111»               | Стажер                     |                                | tvN     | [ 1 ]         |
| 2016      | «d.o.b. (Dance or Band)»        |                            |                                | Mnet    | [ 28 ]        |
| 2016      | «Принц помади»                  | Учасник акторського складу | 1 сезон                        | OnStyle | [ 29 ] [ 30 ] |
| 2017      | «Принц помади»                  | Учасник акторського складу | 2 сезон                        | OnStyle | [ 31 ]        |
| 2018      | «Закон джунглів»                | Учасник акторського складу | У Патагонії (серії 305—310)    | SBS     | [ 32 ]        |
| 2018      | «Король замаскованих співаків»  | Конкурсант                 | як Сова (серія 163)            | MBC     | [ 33 ]        |
| 2018      | «Кав'ярня кохання»              | Учасник акторського складу | з Ю Ін На, Лі Джок, Ян Се Хьон | tvN     | [ 34 ]        |
| 2021      | «Королівство: Легендарна війна» | Конкурсант                 | з SF9                          | Mnet    | [ 35 ]        |
| 2022      | «Гурт Айдолів: Хлопчача битва»  | Ведучий                    | з Ябукі Нако                   | SBS     | [ 36 ]        |
| 2022      | «Будинок на колесах»            | Учасник акторського складу | 4 сезон                        | tvN     | [ 37 ]        |

### Як ведучий
| Рік  | Назва                                       | Замітки                    | Мережа | Прим.  |
| ---- | ------------------------------------------- | -------------------------- | ------ | ------ |
| 2021 | «Фестиваль пісень KBS»                      | з Кім Соль Хьон і Чха Ин У | KBS2   | [ 38 ] |
| 2022 | «Світовий тур програми Музична банка: Чилі» |                            | KBS2   | [ 39 ] |

## Нагороди та номінації
| Церемонія нагородження              | Рік  | Категорія                                             | Номінант / Робота                                | Результат | Прим.  |
| ----------------------------------- | ---- | ----------------------------------------------------- | ------------------------------------------------ | --------- | ------ |
| Музична премія МААТР                | 2020 | Артист року — чоловік                                 | Роун                                             | Номінація |        |
| Премія «Зірок МААТР»                | 2022 | Нагорода за майстерність, Найкращий актор мінісеріалу | «Любов короля»                                   | Номінація | [ 40 ] |
| Премія «Зірок МААТР»                | 2022 | Нагорода «Популярна зірка» (актори)                   | «Любов короля»                                   | Номінація | [ 41 ] |
| Премія лояльності клієнту до бренду | 2021 | Найкращий чоловічий айдол за акторською грою          | Роун                                             | Номінація | [ 42 ] |
| Премія лояльності клієнту до бренду | 2022 | Найкращий чоловічий айдол за акторською грою          | Роун                                             | Перемога  | [ 43 ] |
| Премія «Бренд року»                 | 2020 | Найкращий айдол-актор року                            | Роун                                             | Перемога  | [ 44 ] |
| Премія «Бренд року»                 | 2021 | Найкращий айдол-актор року                            | Роун                                             | Номінація | [ 45 ] |
| Премія Ґріме                        | 2019 | Найкращий новий актор                                 | «Надзвичайна ти»                                 | Перемога  | [ 46 ] |
| Премія корейського першого бренду   | 2019 | Нагорода «Чоловічий айдол-актор»                      | Роун                                             | Перемога  | [ 47 ] |
| Премія MBC драма                    | 2019 | Найкращий новий актор                                 | «Надзвичайна ти»                                 | Перемога  | [ 48 ] |
| Премія MBC драма                    | 2019 | Найкраща пара                                         | Роун з Кім Хє Юн і Лі Че Уком («Надзвичайна ти») | Номінація | [ 49 ] |
| Премія MBC драма                    | 2022 | Нагорода за майстерність, Найкращий актор мінісеріалу | «Завтра»                                         | Номінація | [ 50 ] |
| Премія KBS драма                    | 2021 | Найкращий новий актор                                 | «Любов короля»                                   | Перемога  | [ 51 ] |
| Премія KBS драма                    | 2021 | Нагорода за популярность (актори)                     | «Любов короля»                                   | Перемога  | [ 51 ] |
| Премія KBS драма                    | 2021 | Найкраща пара                                         | Роун з Пак Ин Бін («Любов короля»)               | Перемога  | [ 51 ] |
| Премія SBS драма                    | 2018 | Найкращий новий актор                                 | «Куди злітаються зорі»                           | Номінація | [ 52 ] |
| Премія Soompi                       | 2019 | Найкращий чоловічий айдол-актор                       | «Куди злітаються зорі»                           | Номінація | [ 53 ] |

### Рейтингові списки
| Видавець | Рік  | Назва списку                                                           | Місце | Прим.  |
| -------- | ---- | ---------------------------------------------------------------------- | ----- | ------ |
| «Сіне21» | 2021 | Нові актори, які очолять Корейську індустрію відеоконтенту у 2022 році | 5-те  | [ 54 ] |

## Виноски
1. ↑  Пісня увійшла як до синглу під назвою «The King's Affection (Original Television Soundtrack), Part 7», так і до повного альбому під назвою «The King's Affection (Original Television Soundtrack)».
2. ↑  Роуна згадано разом із Кім Сон Хо[en], Ві Ха Чжуном, Сон Каном, Пьон У Соком, Лі Чун Йоном[en]